# BMP-2
Pour les articles homonymes, voir BMP.
Le BMP-2 (appellation d'usine « Objet 675 »)  est un véhicule de combat d'infanterie soviétique BMP (qui signifie en russe Boyevaya Mashina Pekhoty - Боевая Машина Пехоты, littéralement « véhicule de combat de l’infanterie »). Le BMP-2 peut être considéré comme une version corrigée et lourdement modifiée du BMP-1 ; construite dans un  nouvel alliage d'acier à blindage de haute dureté et utilisant une nouvelle tourelle biplace.

## Histoire
Le BMP-2 est une évolution du BMP-1. Depuis longtemps, les Soviétiques voulaient changer leurs BMP-1 dont le canon s'est révélé inefficace à cause de son manque de précision, de sa portée extrêmement limitée et dont le système de chargement automatique se déréglait souvent. Un autre inconvénient était la hausse du canon limitée à -3° à +33°, défaut connu de tous les véhicules russes.
Il est construit pour les forces armées russes jusqu'en 2005-2006, les derniers l'étant pour l'exportation en 2002. Des programmes de modernisation ont lieu, le plus récent en date de 2022 aboutissant au BMP-2M, commandé en 2017 et entré en service en juin 2020.
Des sources ouvertes estiment à 188 le nombre de BMP-2 perdus par l'armée russe durant la première guerre de Tchétchénie, et 70 durant la seconde.
En août 2022, le directeur de KMZ fait état de la possibilité de reprendre la production à la suite de l'invasion de l'Ukraine par la Russie. À cette date environ 400, soit entre 10 et 15 % des BMP-2 en service dans les forces russes, ont été perdus dans ce conflit. Sont visuellement confirmées le 2 octobre 2022 507 pertes, dont 300 destructions.

## Spécifications techniques

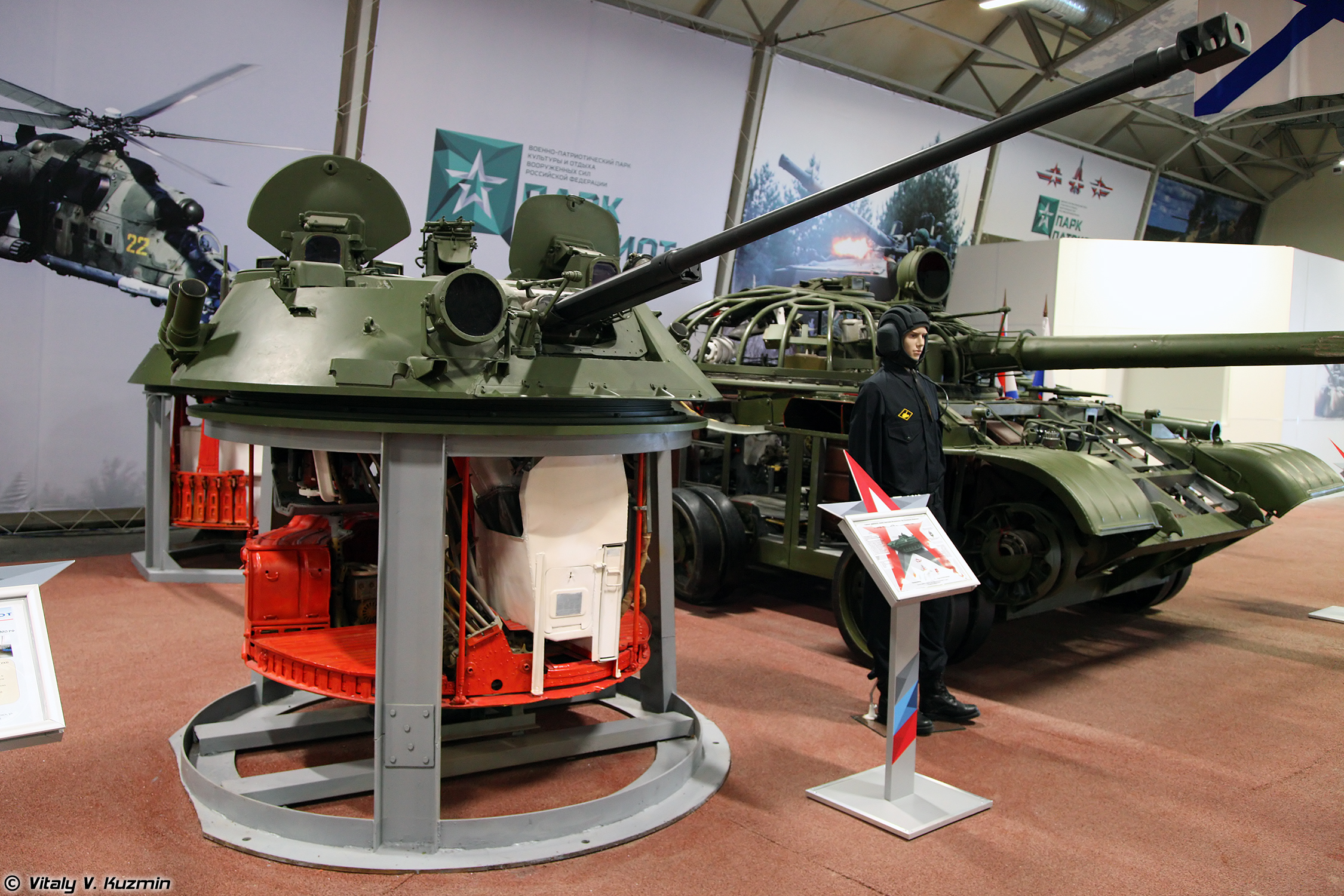
La tourelle du BMP-2 au parc à thème Patriot Park.

### Armement
Le BMP-2 est armé d'un canon mitrailleur Gryazev-Shipunov 2A42 d'un calibre de 30 mm, il fonctionne par emprunt de gaz et tir à culasse ouverte. Le canon dispose d'une double alimentation, 500 coups sont prêts à l'emploi, ils sont répartis dans deux bandes de cartouches (340 explosives et 160 perforantes).

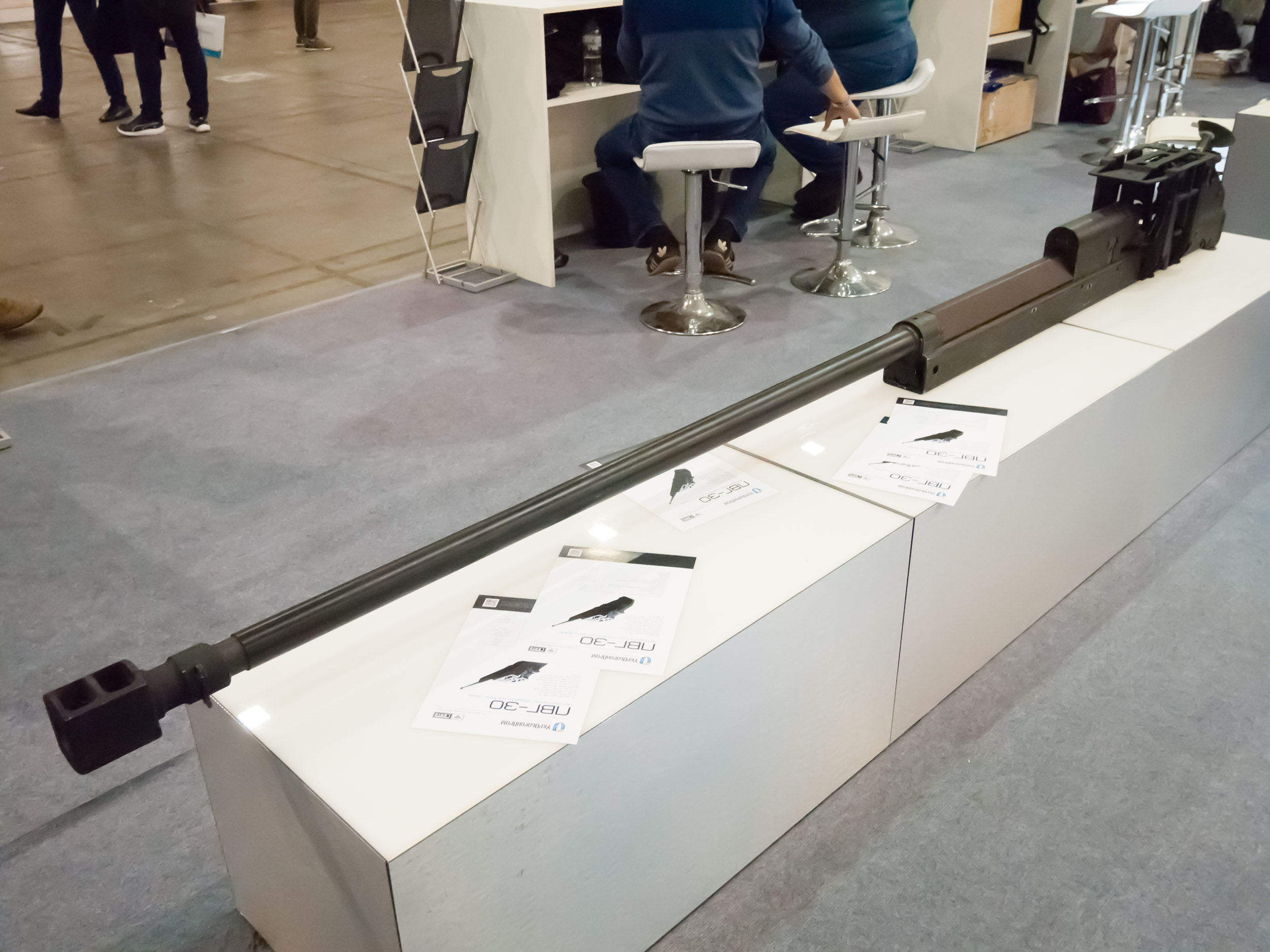
Le canon mitrailleur ukrainien LVG-30 est visuellement identique au 2A42 russe.

Deux cadences de tir sont disponibles ; faible (250 coups par minute) et élevée (500 à 800 coups par minute).
Le canon est stabilisé sur les deux plans par un système de stabilisation 2E36, 2E36-1 ou 2E36-4 permettant le tir en marche jusqu'à une vitesse de 35 km/h. 
Le pointage en site est de -4° à +30° en utilisant le viseur BPK-1-42 du tireur.
L'élévation maximale du canon peut être portée à 74° en utilisant le viseur antiaérien 1PZ-3 du chef d'engin, ce qui confère au BMP-2 un rôle antiaérien tout en lui permettant d'engager des cibles retranchées dans des immeubles, en hauteur.
Une mitrailleuse coaxiale PKT de 7,62 × 54 mm R est montée à gauche du canon mitrailleur de calibre 30 mm, elle est alimentée à raison de 2 000 cartouches.
Un lance-missiles 9P56M est monté sur le toit de la tourelle, quatre missiles antichars 9M113 Konkurs (nom de code OTAN : AT-5 Spandrel) sont embarqués. Le guidage du missile repose sur le système de guidage par TéléCommande semi-Automatique (TCA).
Le rechargement du poste de tir s'effectue en ouvrant une trappe dans le toit de la tourelle, le missile est présenté verticalement avant d'être glissé sur son rail de lancement qui rebascule ensuite à l'horizontale.

### Structure et blindage
Le châssis du BMP-2 est visuellement similaire à son prédécesseur, le BMP-1, mais l'acier utilisé dans la construction du BMP-2 possède une dureté Brinell de 534. Cet acier THD (très haute dureté) est fait à base d'un alliage chrome-nickel-molybdène appelé BT-70Sh.
Le glacis au-dessus de la transmission est recouvert de sept nervures en acier de 12 mm d'épaisseur et conçu pour pulvériser les projectiles à l'impact. 
L'avant de l'engin est capable d'encaisser des obus perforants-incendiaires de 23 × 115 mm tirés à une distance de 500 m tandis que l'arrière et les flancs de la caisse sont à l'épreuve de balles perforantes de calibre 7,62 × 51 OTAN. 
Les flancs du BMP-2D sont recouverts de plaques de surblindage en acier haute dureté d'une épaisseur de 6 mm ainsi que de nouvelles jupes latérales descendant plus bas et présentant la même épaisseur.

### Mobilité

#### Motorisation

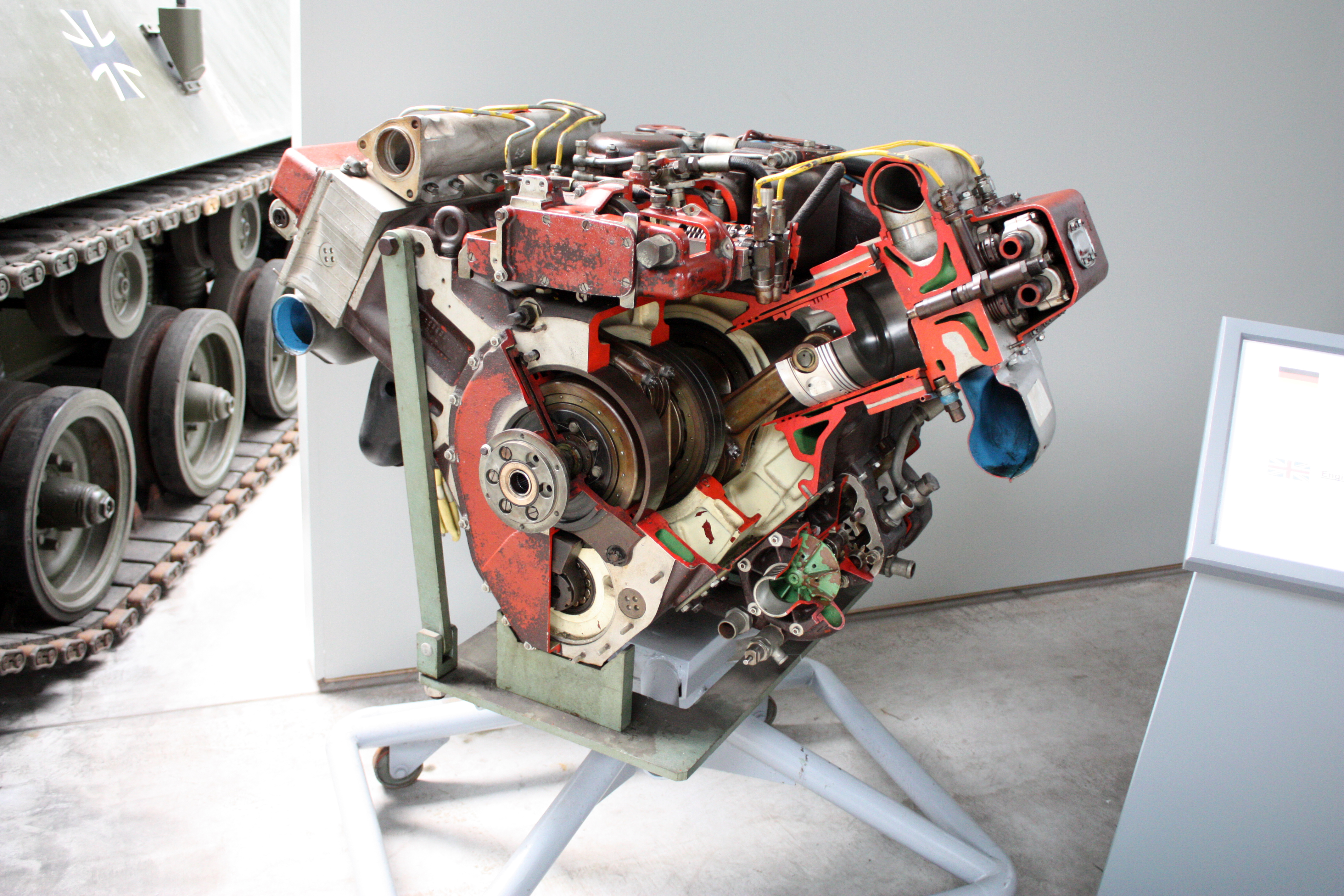
Le V6 Diesel du BMP-2 exposé au musée des blindés de Munster, en Allemagne.

Le BMP-2 possède un moteur Diesel Barnaultransmash UTD-20S1 comportant 6 cylindres disposés en V pour une cylindrée de 15,9 l. Il possède une puissance nominale de 300 chevaux à un régime de 2 600 tr/min pour un couple maximal de 981 N m ou 1 030 N m atteint à 1 500 tr/min-1 600 tr/min. Sa consommation spécifique de carburant est de 175 à 178 g/kWh.
La boîte de mécanismes (transmission) comprenant la boîte de vitesses et la direction est accouplée au moteur à la manière d'un groupe motopropulseur, ce qui facilite son remplacement.

#### Suspensions
Le BMP-2 reprend le train de roulement du BMP-1 à quelques détails près, les barres de torsion des première et sixième paires de galets de roulements sont renforcées pour supporter la masse de la tourelle biplace, plus lourde. 
Certains lots de BMP-2 ont également reçu des amortisseurs télescopiques hydrauliques supplémentaires montés au niveau de la seconde paire de galets de roulement, portant leur nombre total à six.

## Variantes

### Union soviétique et fédération de Russie

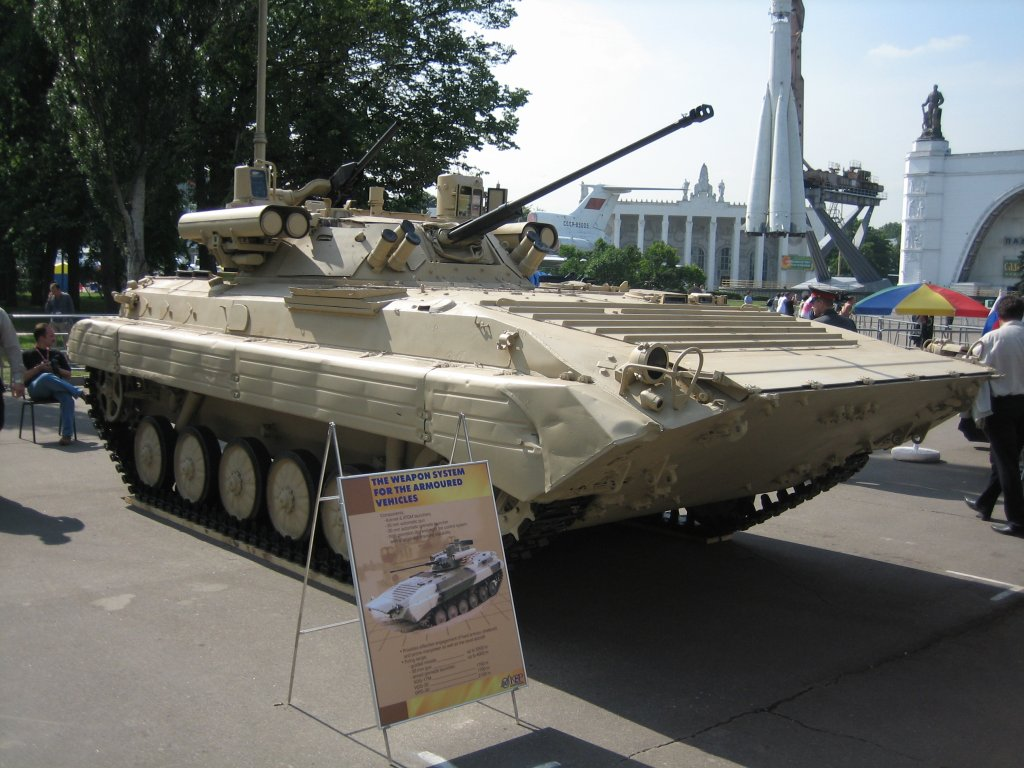
BMP-2M « Berezhok ».

- BMP-2 obr. 1980 – Modèle de production initial[7].
  - BMP-2 obr. 1984 – Version améliorée avec un blindage « kovriki » sur le devant de la tourelle.
    - BMP-2 obr. 1986 –  Modèle de production tardive avec un nouveau viseur BPK-2-42 à la place du BPK-1-42.

  - BMP-2D (D pour dorabotanaya – modifié) – Équipée de plaques de blindage en acier supplémentaires de type espacé sur les côtés du chassis, sous le poste du conducteur et du commandant, et d'un blindage supplémentaire de 6 mm d'épaisseur sur la tourelle. En raison de la masse supplémentaire, le véhicule n'est plus amphibie. Il est également prévu de monter un système de déminage sous le nez du véhicule. En service depuis 1982, il a servi pendant la guerre soviéto-afghane. Au cours de ce conflit, des observateurs occidentaux ont vu le véhicule pour la première fois et lui ont donné la désignation BMP-2E.[réf. nécessaire]
  - BMP-2K (K pour komandirskaya – commande) – Variante de commandement équipée de deux antennes fouet montées à l'arrière du chassis, une derrière la tourelle et une sur le côté droit de l'arrière du véhicule, une antenne IFF (pin stick) sur le côté gauche de l'arrière du véhicule et un support pour un mât télescopique à l'avant de l'antenne IFF. Le port de tir équipé du périscope a été retiré de chaque côté du véhicule. Les antennes de la tourelle ont été retirées. L'équipement radio comprend l'éther des postes radio R-123M et R-130M, ou les plus modernes R-173, R-126 et R-10. L'équipage se compose de six hommes.[réf. nécessaire]
  - BMP-2M – Il s'agit de la désignation générale des versions mises à niveau (modernizirovannyj).
    - BMP-2M « Berezhok »[8] – Version modernisée développée par le bureau d'études KBP. Cette version dispose d'une tourelle B05Ya01 Berezhok équipée d'un canon automatique 2A42 de calibre 30 mm, d'une mitrailleuse coaxiale PKMT de calibre 7,62 mm, d'un lance-grenades AGS-30, de 2 x 2 lanceurs pour ATGM 9M133M « Kornet-M » et de nouveaux viseurs jour/nuit identiques à ceux du BMD-4. Cette mise à niveau a été choisie par l'Algérie et la Russie modernise plusieurs centaines de ses véhicules[9],[10],[11].
    - Le package de mise à niveau de Kurganmashzavod comprend le moteur turbocompressé UTD-23 de 400 ch, les viseurs BPK-3-42 et TKN-AI, un blindage passif supplémentaire, un lance-grenades AGS-17 « Plamya » et un nouveau système d'aération KBM-2. En outre, le véhicule modernisé aura une suspension améliorée avec des roues de route d'une capacité de charge plus élevée, des barres de torsions améliorées, des amortisseurs à forte consommation d'énergie et des chenilles avec des patins en caoutchouc. Cette variante a été mise en service en 2008.

  - BMO-1 (boyevaya mashina ognemyotchikov) – Véhicule de transport pour une escouade de lance-flammes armé de 30 lance-roquettes au napalm RPO-A « Chmel » 93 mm. Il est équipé de racks de stockage et d'une tourelle factice. L'équipage se compose de sept soldats. Il est entré en service en 2001.

## Pays utilisateurs
- Abkhazie
- Afghanistan

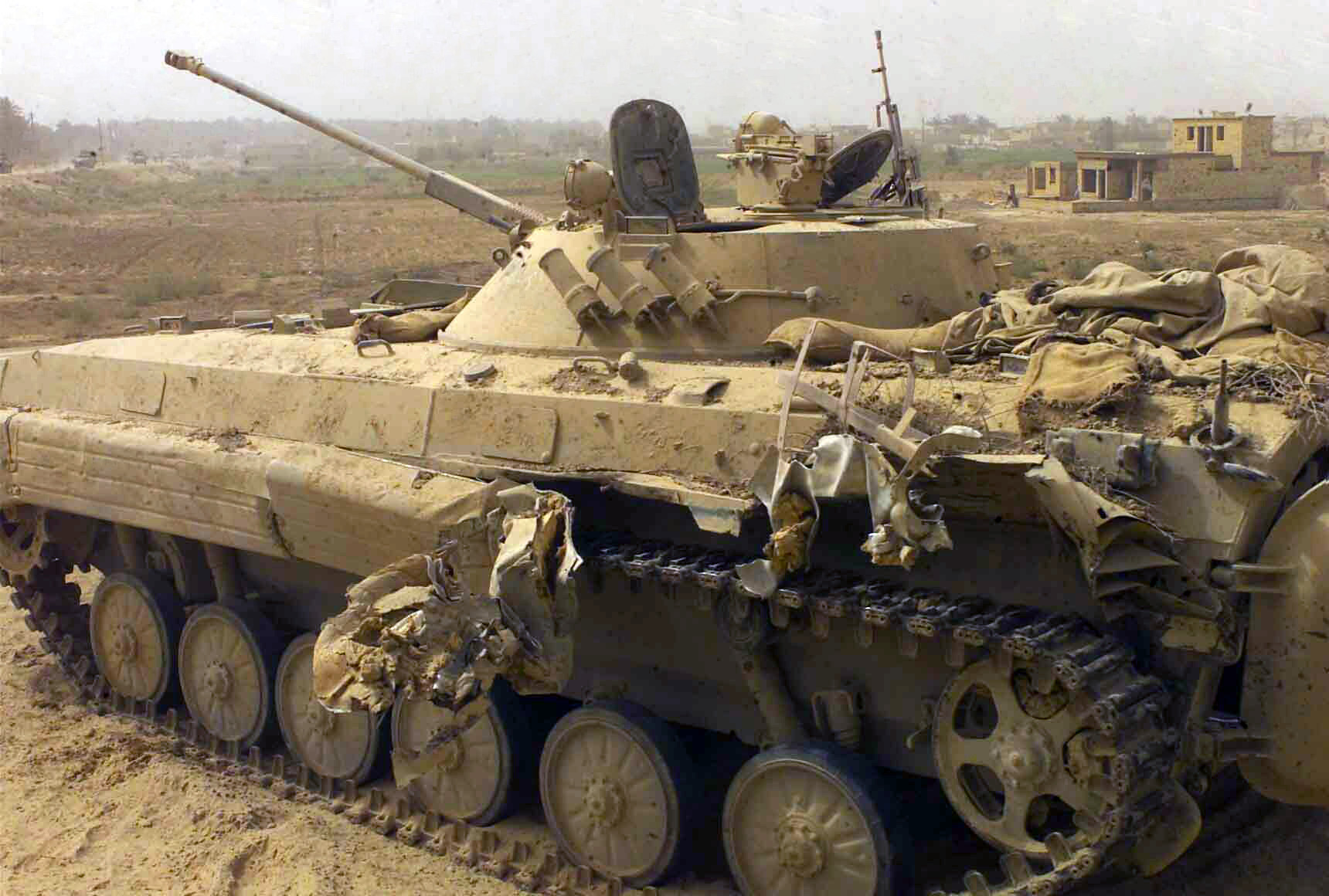
Un BMP-2 irakien endommagé lors de l'opération liberté irakienne en 2003.

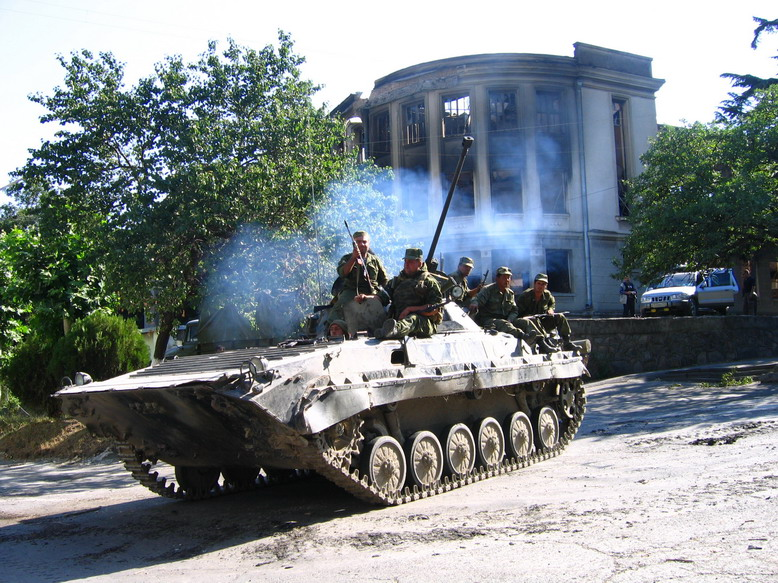
BMP-2 de la russe du District militaire du Nord-Caucase lors de la Deuxième Guerre d'Ossétie du Sud en 2008.

- Algérie : Au moins 220 BMP-2; 760 BMP-2M en service en 2022[12].
- Angola : Au moins 250 BMP-1/2[13].
- Arménie : 15 en service en 2022[14].
- Azerbaïdjan : 201 BMP-1/2 en service en 2022[15].
- Biélorussie : 926 en service en 2022[16].
- Côte d'Ivoire : En train d'être retiré du service en 2022.
- Finlande : 110 BMP-2/2MD en service en 2022[17].
- Géorgie : 46 en service en 2022[18].
- Haut-Karabagh : 100 en service en 2022[16].
- Inde : en service en 2021 dans 49 bataillons[19]. 2400 en service en 2022[20]. Les véhicules indiens sont produits localement sous licence et servent depuis 1987 dans l’armée indienne sous le nom de Sarath[21].
- Indonésie : 22 en service en 2022[22].
- Iran : 400 en service en 2022[23].
- Irak :
- Jordanie :
- Kazakhstan : 280 en service en 2022[24].
- Kirghizistan : 90 en service en 2022[25].
- Koweït : 76 en service en 2022[26].
- Libye : Nombre inconnu en 2022[27].
- Macédoine : 11 en service en 2022[28].
- République populaire de Donetsk : Nombre inconnu[29].
- République populaire de Lougansk : Nombre inconnu[29].
- Russie - en service et en stock en 2022 avant la guerre [30]:
  - Armée de terre : 2900 BMP-2 en service; 70 BMP-2M en service; 1500 BMP-2 en réserve
  - Infanterie de marine : 400 BMP-2
  - Garde nationale : Nombre inconnu
- Slovaquie : 91 en service en 2022[31].
- Sri Lanka : 49 en service en 2022[32].
- Soudan :
- Syrie : Nombre inconnu en 2022[33]
- Tadjikistan : 15 en service en 2022[34]
- Tchéquie : 120 en service en 2022, 65 en réserve[35]
- Togo : 20 en service en 2022[36]
- Turkménistan : 434 en service en 2022[37]
- Ouganda : 37 en service en 2022[38]
- Ukraine - en service et en stock en 2022 avant la guerre [39]:
  - Armée de terre : 890 en service
  - Garde nationale : 1 en service
- Ouzbékistan : 270 en service en 2022[40]
- Viêt Nam : Environ 300 en service en 2022[41]
- Yémen : 188 BMP-2 pour 40 millions de dollars en 2005 (58 millions de dollars corrigés de l'inflation en 2022). 308 000 $ par unité (en supposant que le coût n'incluait pas beaucoup de support/pièces de rechange).

### Total
En 2022 on compte au minimum 11 374 BMP-2 et ses variantes en service actif ou en réserve à travers le monde. Ce chiffre ne tient pas compte de l'Invasion de l'Ukraine par la Russie en 2022.